# Tohome

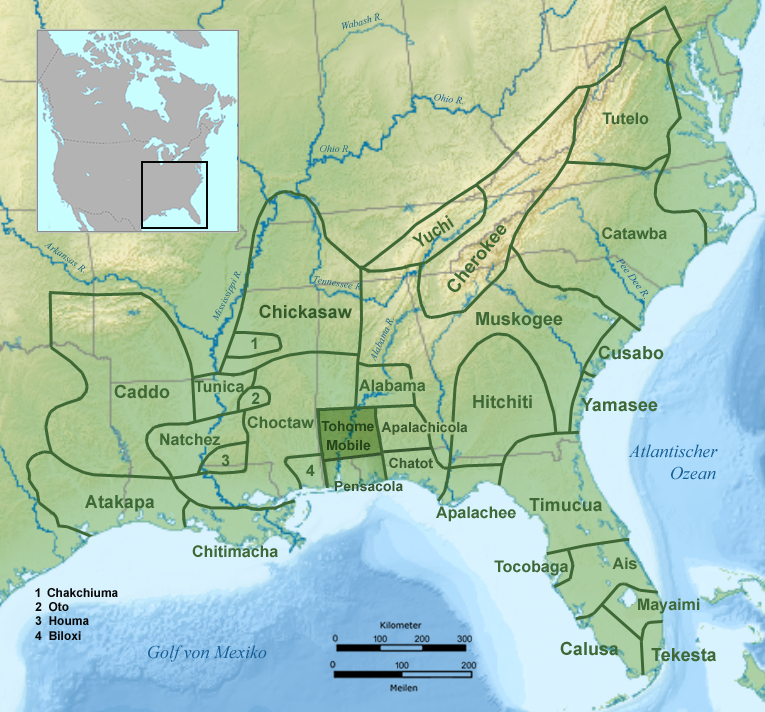
Stammesgebiet der Tohome im 16. Jahrhundert.

Die Tohome oder Thomez waren ein nordamerikanisches Indianervolk, das zu Beginn des europäischen Kontakts im südwestlichen heutigen US-Bundesstaat Alabama lebte. Sie sprachen einen Choctaw-Dialekt aus den Muskogee-Sprachen. Ihr Wohngebiet lag am Westufer des Tombigbee Rivers bei McIntosh’s Bluff, einige Meilen oberhalb seiner Einmündung in den Alabama River. Der Stamm vereinigte sich 1771 mit den Choctaw und wurde integriert, so dass er nach diesem Zeitpunkt keine Erwähnung mehr als selbständiger Stamm findet.

## Geschichte
Einer geografischen Bezeichnung zufolge könnten die Tohome einst an einem Wasserlauf gelebt haben, der früher Oke Thome genannt wurde. Heute heißt er Catoma Creek und fließt kurz unterhalb von Montgomery in den Alabama River. Zur Zeit des ersten Kontakts mit Europäern befand sich ihr Wohngebiet allerdings am Westufer des Tombigbee Rivers in Alabama. In den Berichten des spanischen Entdeckers Tristán de Luna y Arellano aus den Jahren 1559 und 1560 wird der Tombigbee River mit Rio Tomé bezeichnet.
Pierre Le Moyne d’Iberville hörte im April 1700 von diesem Stamm, von dem zuvor nichts in französischen Aufzeichnungen zu lesen ist. Er schickte zwei Boten mit Geschenken dorthin, die Dörfer der Tohome und Mobile aufsuchen sollten, die auf mehrere kleine Inseln im Mobile River verteilt waren. Dort herrschte Hochwasser und dies Dörfer waren menschenleer, so dass sie im Mai erfolglos zurückkehrten. 1702 wurde Iberville auf seiner dritten Reise von seinem älteren Bruder Jean-Baptiste Le Moyne de Bienville begleitet. Er schickte Bienville zu einem neuen Fort am Mobile River, das an einem Ort lag, der heute unter Twentyseven Mile Bluff bekannt ist. Von dort aus fand er viele verlassene Siedlungen der Mobile auf den Inseln im Fluss, die bei Tide-Hochwasser überschwemmt wurden. 32 km weiter flussaufwärts entdeckte Iberville einige Tage später bewohnte Dörfer der Tohome. Beide Stämme besiedelten in dieser Zeit die Inseln, die Flussufer und kleine Nebenflüsse. Sie lebten dort nach Familien getrennt in Gruppen von vier bis zwölf Hütten. Die meisten dieser Behausungen wurden bei Hochwasser überschwemmt. An den Flussufern gab es Verbindungswege zwischen den einzelnen Siedlungen. Iberville schätzte die Bevölkerungszahl beider Stämme auf jeweils 350 Personen. Historiker vermuten, dass die Tohome und Mobile vom Tombigbee River nach Süden gezogen sind, um am Mobile River unter dem Schutz des neuen französischen Forts und dem nahen Handelsposten wohnen.
Von dieser Zeit an scheinen die Tohome und die Mobile in einer Allianz miteinander gelebt haben. Allerdings gab es einen ernsten Zwischenfall, der zum Zerwürfnis zwischen beiden Stämmen führte, nämlich dem Mord an einer Mobile-Frau durch einen männlichen Angehörigen der Tohome. Ein Krieg zwischen den Stämmen konnte nur mit Mühe verhindert werden. 1715 tötete ein Tohome einen englischen Händler namens Hughes aus South Carolina. Dieser war von Franzosen gefangen genommen und zu den Mobile gebracht worden, die ihn jedoch später freigelassen hatten. Um 1771 haben sich beide Völker den Choctaw angeschlossen und existieren seitdem nicht mehr als separate Stämme.